# Seoul Light DMC Tower
El Seoul Light DMC Tower o Seoul Lite, fue un proyecto visionario de un rascacielos de 133 pisos y 640 m de altura que se hubiese ubicado en Seúl, Corea del Sur. Fue candidato a convertirse en el cuarto rascacielos más alto del mundo, después de la Kingdom Tower, el Burj Khalifa y el Ping An Finance Center. Iba a ser el edificio más alto de Corea del Sur y el segundo de Asia Oriental.
La construcción empezó el 16 de octubre de 2009, pero dos años después fue cancelada. Iba a ser construido con capital propio del país y la tecnología tenía un coste estimado de 3,3 billones de wones (2 900 millones de dólares). El diseño y la ingeniería de la construcción se llevó a cabo por Skidmore Owings & Merrill. El arquitecto local de registro fue Samoo. El edificio albergaría una plataforma de observación en el piso 133, a 526 metros de altura, de la cual los visitantes podrían ver toda la metrópolis de Seúl. Sería la cubierta de observación más alta del mundo, superior a la de Burj Khalifa, ubicada en el piso 124 a 452 m, y a la del piso 100 del Shanghai World Financial Center, a 474 metros.
Todas las funciones de una ciudad futurista, del siglo XXI se hubiesen incorporado en el edificio, incluyendo la oficina de la más alta tecnología y espacios residenciales, grandes almacenes, centros comerciales de lujo, un gran centro de convenciones, el acuario interactivo más grande del mundo, restaurantes internacionales y las instalaciones para los medios de comunicación, la cultura y las exposiciones. El emblemático edificio estaría respaldado por el Gobierno Metropolitano de Seúl y se iba a construir por la surcoreana Samsung Engineering & Construction, cuyo trabajo incluyó obras como el Burj Khalifa, el Taipei 101 y las Torres Petronas.